# Abruptum
Abruptum är en svensk black metal-grupp med rötterna i Finspång som grundades 1989 av IT (Tony Särkkä) och All (Jim Berger). Bandet var aktivt 1989–2005 och återuppstod 2008, nu med den ende medlemmen Evil (Morgan Håkansson) (även i Marduk).
Debutalbumet Obscuritatem Advoco Amplectére Me gavs ut 1993 på Deathlike Silence Productions och det senaste femte albumet Potestates Apocalypsis släpptes 2011 via Blooddawn Productions.

## Medlemmar
Nuvarande medlemmar
- Evil (Patrik Niclas Morgan Håkansson) – trummor, gitarr, keyboard, noise (1991–2005, 2008– )

Tidigare medlemmar
- IT (Tony Särkkä) – gitarr, basgitarr, trummor, violin, sång (1989–1996; †2017)
- All (Jim Berger) – sång (1989–1991)
- Ext – basgitarr (1990)

## Diskografi
Demo
- 1990 – Abruptum-90 - Hextum Galæm Zeloq!!!
- 1990 – The Satanist Tunes
- 1991 – Orchestra of Dark

Studioalbum
- 1993 – Obscuritatem Advoco Amplectére Me
- 1994 – In Umbra Malitiae Ambulabo, In Aeternum In Triumpho Tenebraum
- 1996 – Vi Sonus Veris Nigrae Malitiaes
- 2004 – Casus Luciferi
- 2011 – Potestates Apocalypsis

EP
- 1991 – Evil
- 2000 – De Profundis Mors Vas Consumet
- 2008 – Maledictum

Singlar
- 2019 – "Apostoli Infernum"

Samlingsalbum
- 1995 – Evil Genius
- 2007 – Evil Genius (Remastered)